# 蔵王山 (愛知県)
蔵王山（ざおうさん）は、愛知県田原市にある山である。三河湾国定公園の一部になっている。

山名は、山頂付近に祀られている日本仏教の仏・蔵王権現に由来する。

## 概要

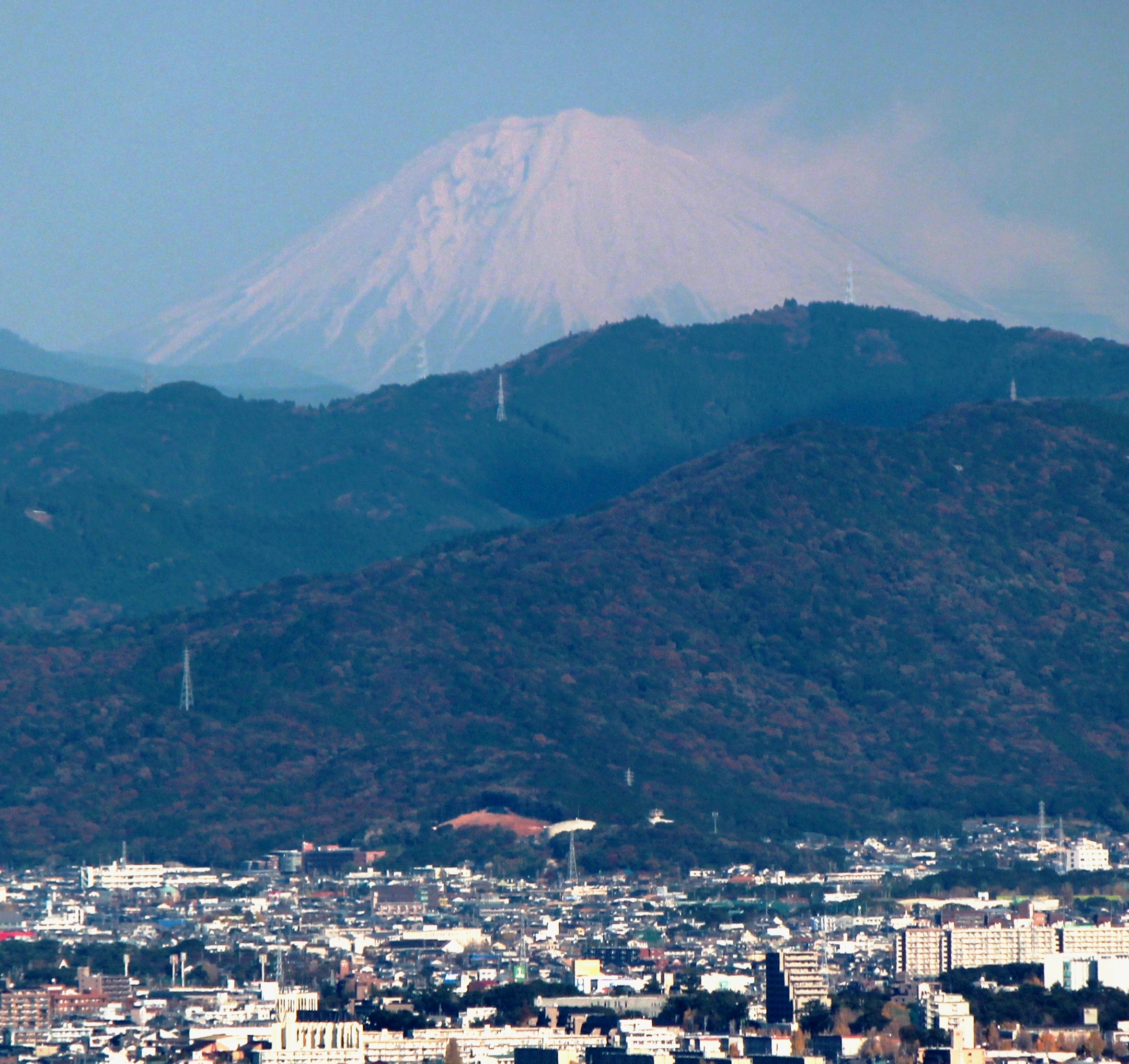
蔵王山展望台からは富士山が見えることがある

標高250.4 mで、渥美半島にる山では大山、衣笠山に続き3番目に高い山となっている。
山頂までは道路（東側は愛知県道399号蔵王山線、南側は市道）が通っており、南側の山麓にある公園「権現の森」からは山頂までのハイキングコースも通じている。また、秋には「蔵王山展望まつり」が開催されて多数の人たちで賑わう。
山頂には蔵王山展望台が建ち、自動販売機・トイレ・売店・カフェなどの施設がある。条件が良い時は富士山が見える事もある。
2002年（平成14年）2月には風力発電用の風車（高さ45 m、定格出力300kW）が設置されたが、老朽化のため2020年（令和2年）7月に稼働停止。2021年（令和3年）10月から11月にかけて解体され、跡地はバイク用駐車場となった。この解体工事に伴い、展望台も一時休館した（工事終了後に、カフェを除き営業再開。カフェも、2022年（令和4年）5月に営業を再開している）。

## 蔵王山展望台
蔵王山展望台は1964年（昭和39年）に開設された。
屋内展望台（4階）年中無休、9:00 - 22:00
体験フロア（3階）火曜定休、10:00 - 16:00
売店（2階）火曜定休、10:00 - 1
駐車場135台 （駐車料金：無料）

## 地理

### 周辺の山

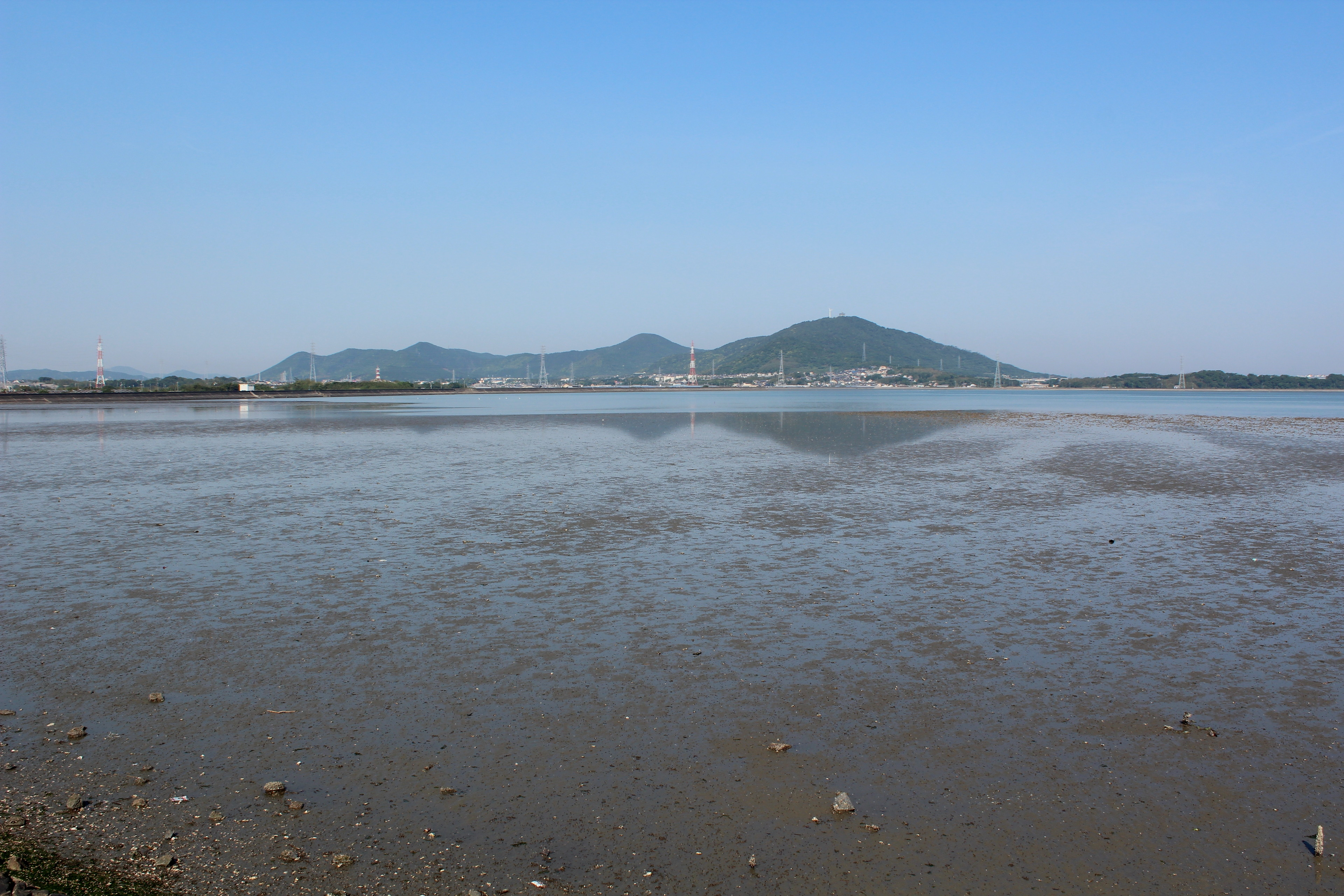
汐川干潟の東側から望む蔵王山（右）と南西方面の衣笠山と藤尾山

| 山容 | 山名   | 標高 (m) | 三角点等級 基準点名 | 蔵王山からの 方角と距離(km) | 備考             |
| ---- | ------ | -------- | ------------------- | --------------------------- | ---------------- |
|      | 蔵王山 | 250.42   | 四等 「蔵王山」     | 0                           | 山頂に展望台     |
|      | 衣笠山 | 278.42   | 二等 「田原村」     | 西南西 2.3                  |                  |
|      | 藤尾山 | 207.74   | 三等 「大久保村」   | 南西 3.7                    |                  |
|      | 大山   | 327.91   | 一等 「大山」       | 南西 14.0                   | 渥美半島の最高峰 |

### 源流の河川
以下が源流の河川であり汐川干潟から三河湾へ流れる。
- 汐川の支流
- 背戸田川
- 御川

### 交通・アクセス
豊橋鉄道渥美線三河田原駅の北北西2.1 kmに位置する。南側に国道259号が通り、北側に愛知県道2号豊橋渥美線が通る。東側から山頂の展望台に至る愛知県道399号蔵王山線が通り、南側からは市道が通る。
- 三河田原駅から 田原市ぐるりんバス で「権現の森」バス停下車

## 関連画像

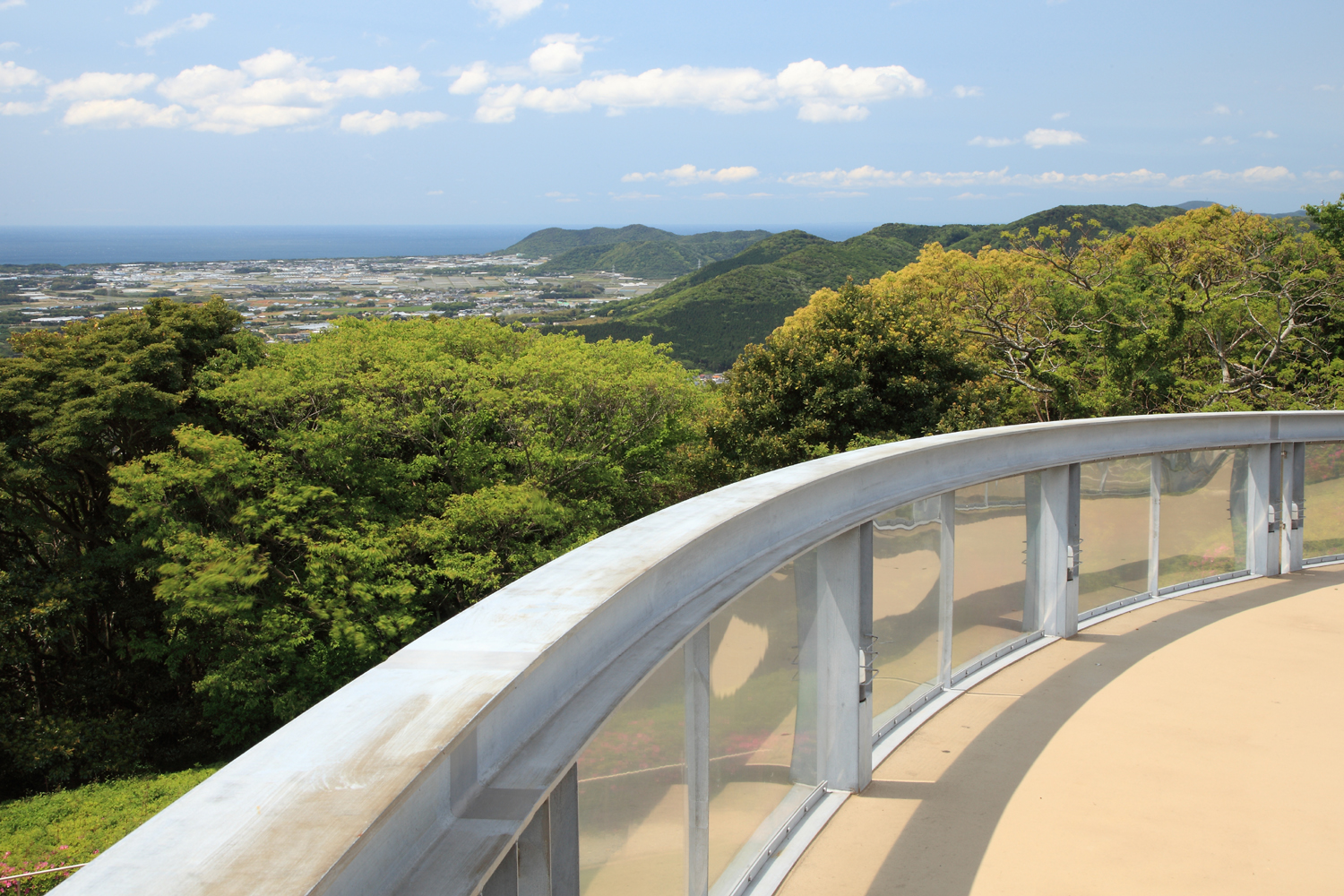
蔵王山山頂から南西方面を望む
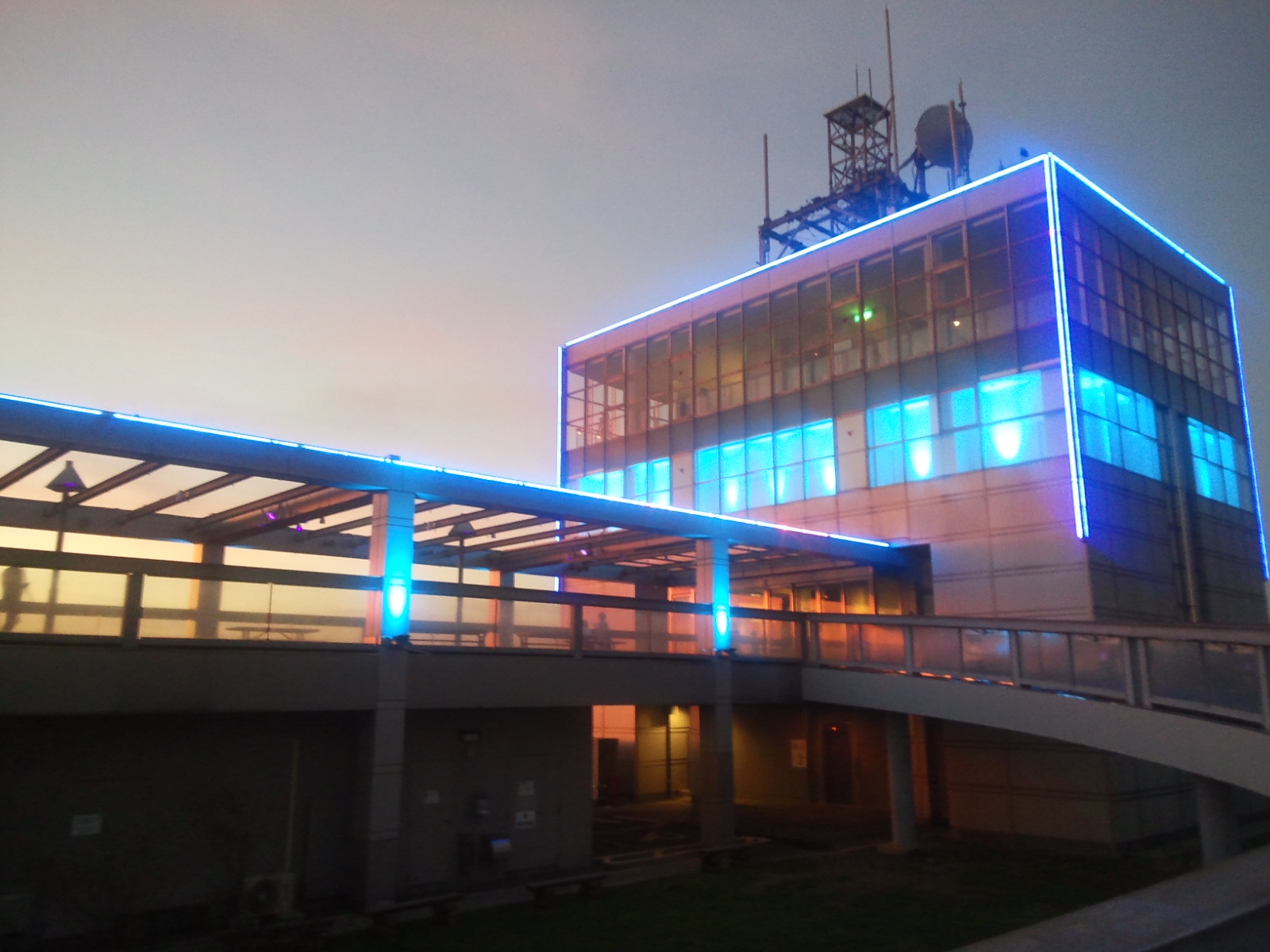
蔵王山山頂展望台
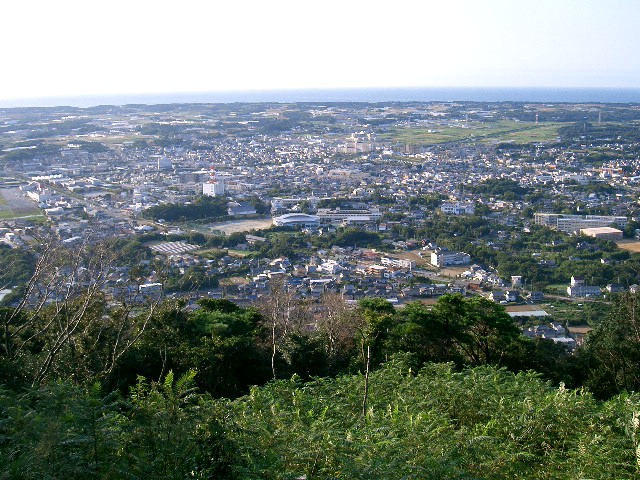
蔵王山山頂からの展望
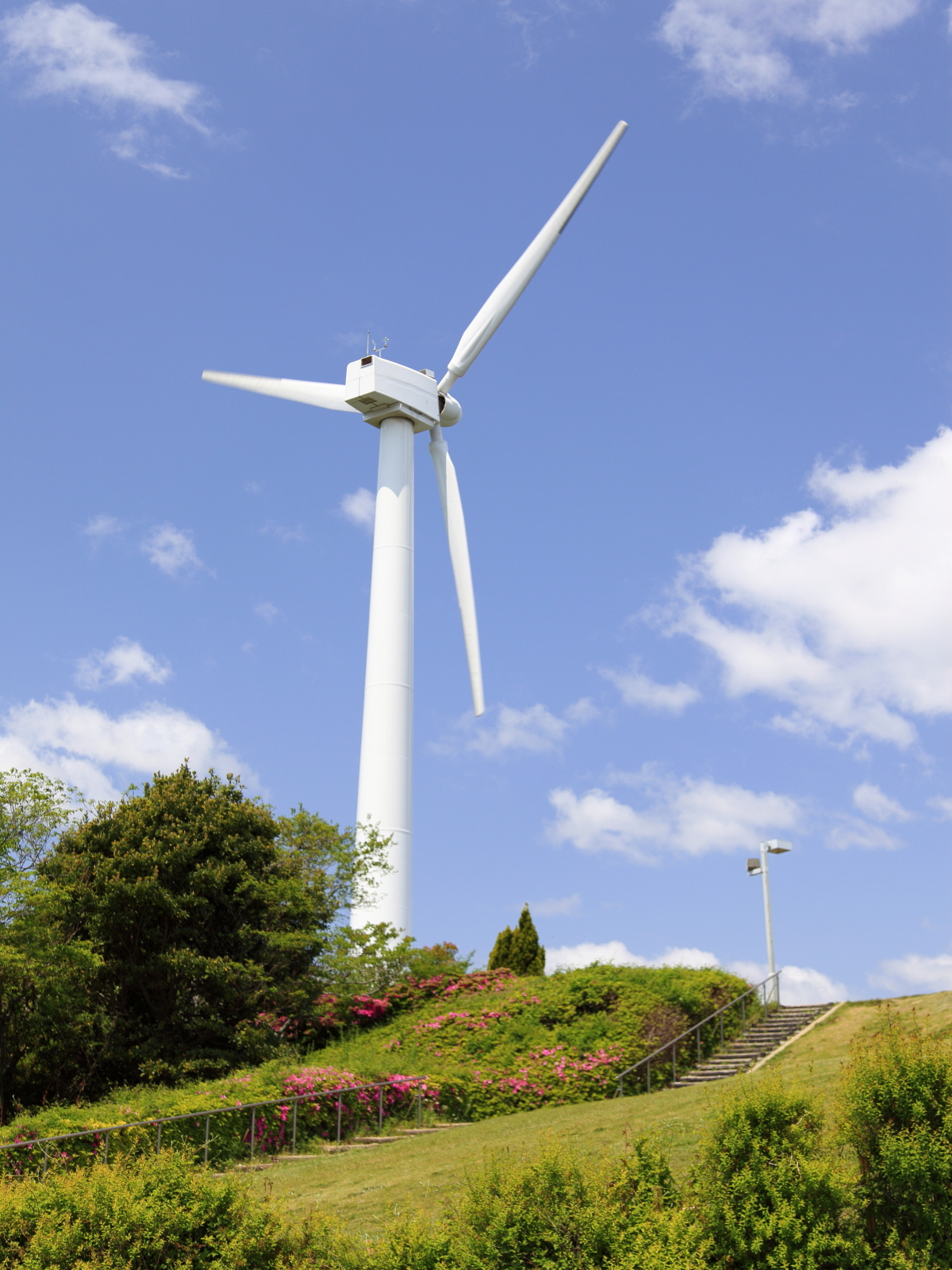
山頂にあった風力発電用風車
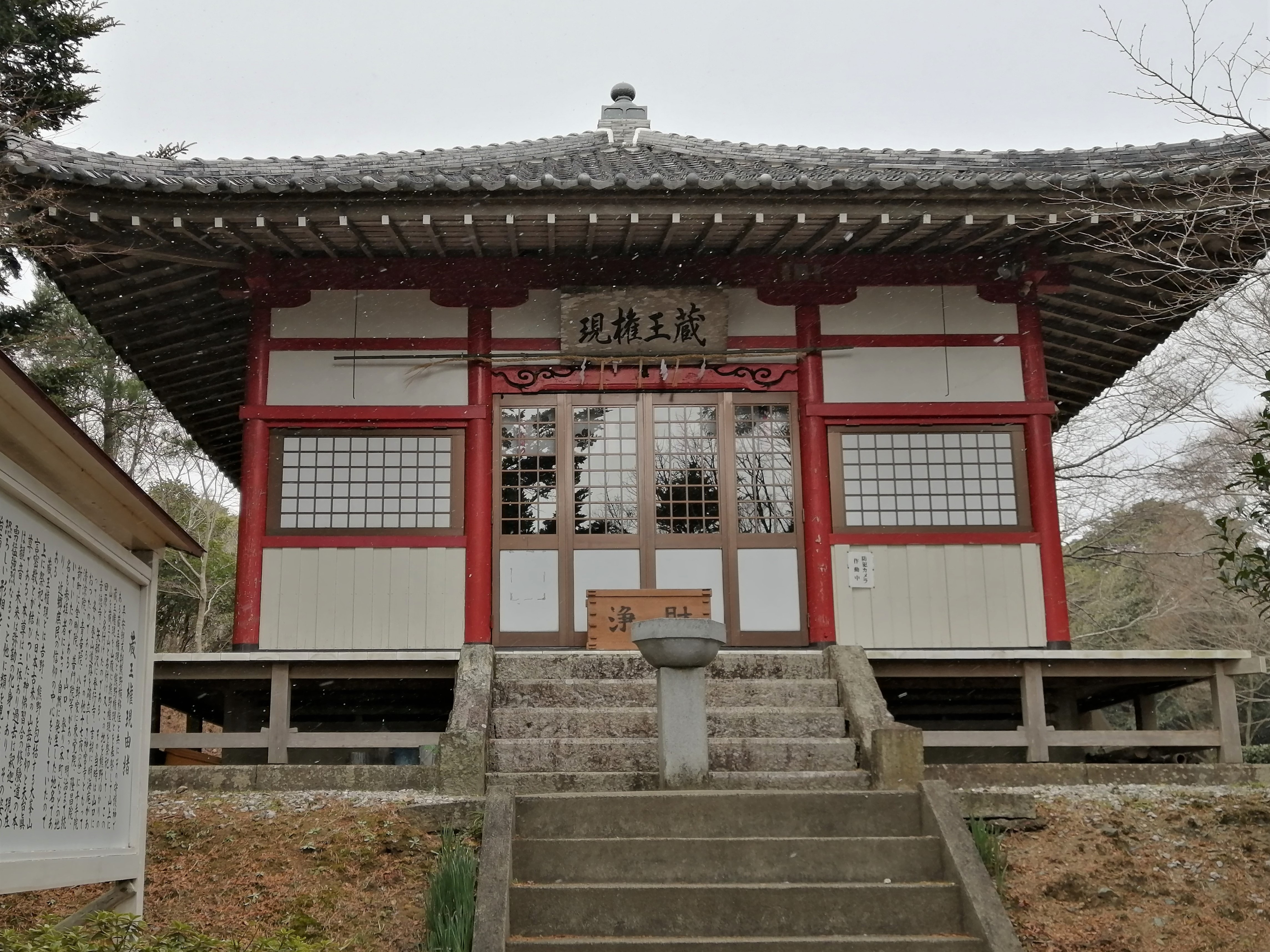
山頂付近の蔵王権現堂
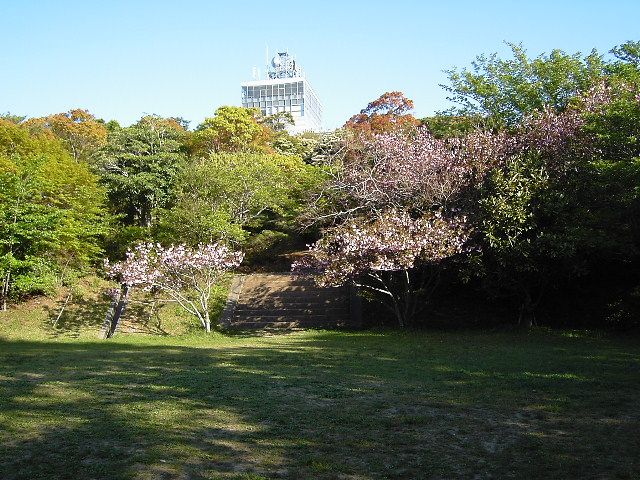
蔵王権現広場（蔵王権現堂に隣接）
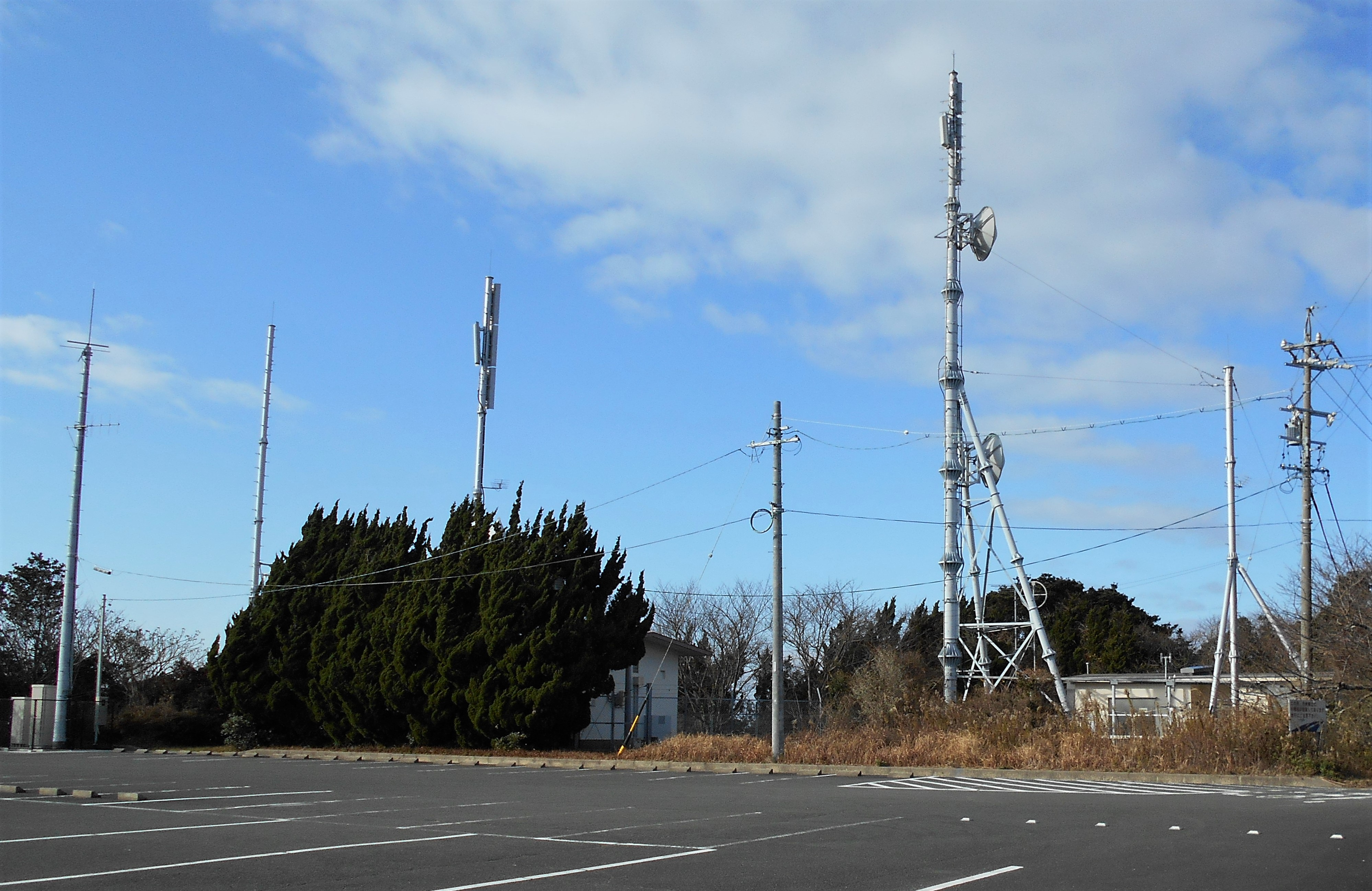
蔵王山山頂付近にある蒲郡田原テレビ中継局
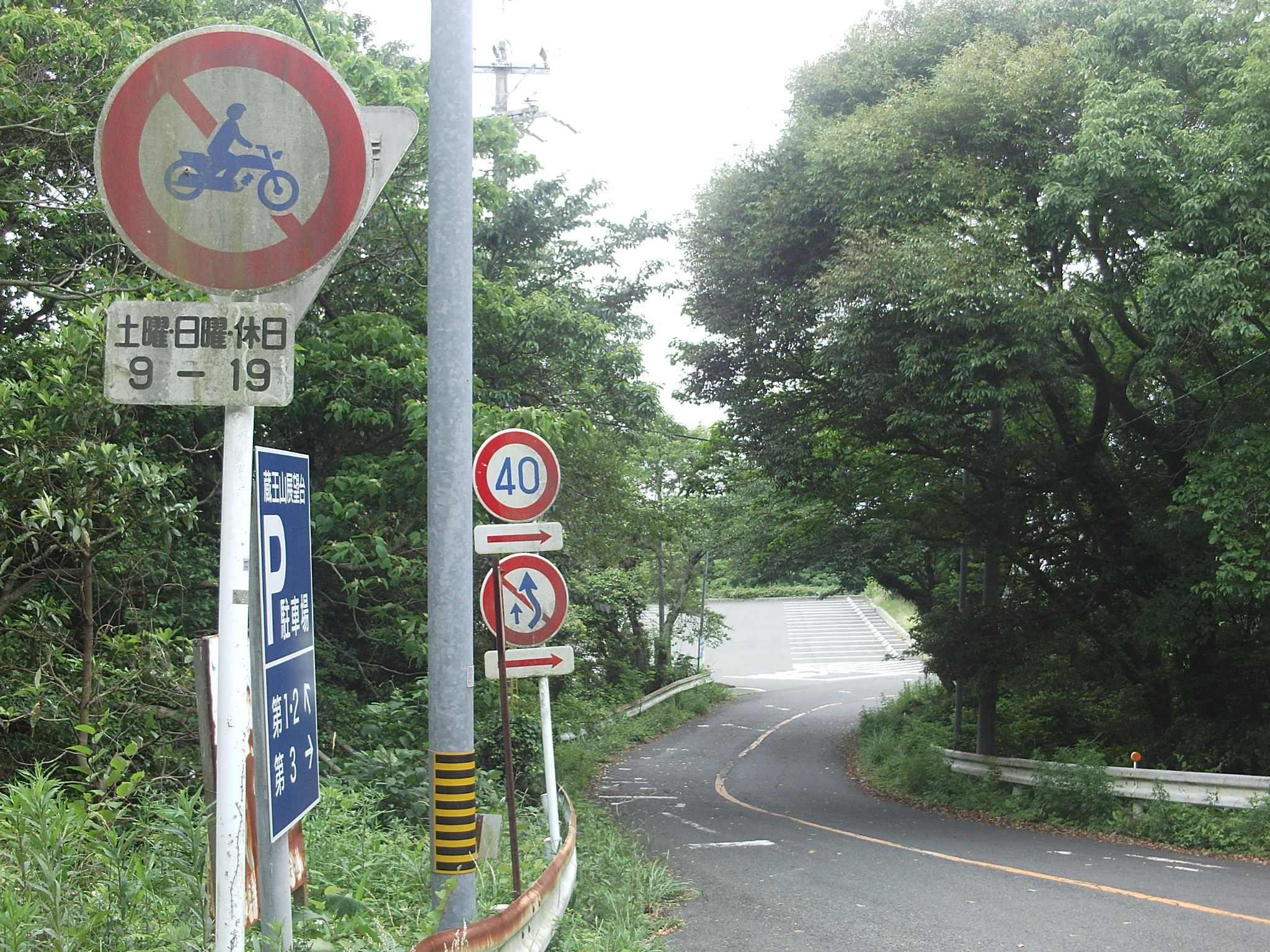
西側から登る市道は二輪車通行規制あり。県道は規制なし。
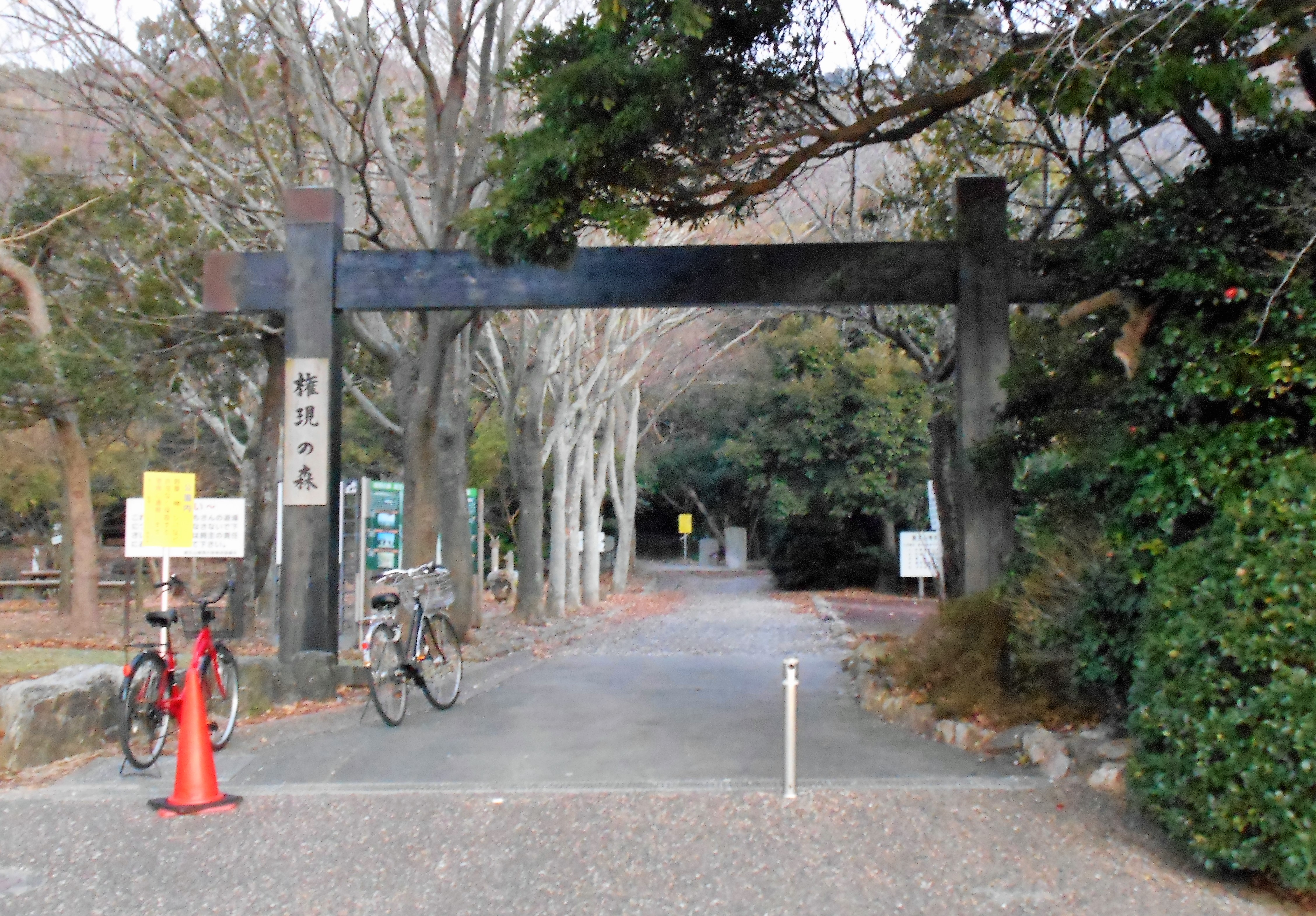
蔵王山南側山麓にある公園「権現の森」の入口
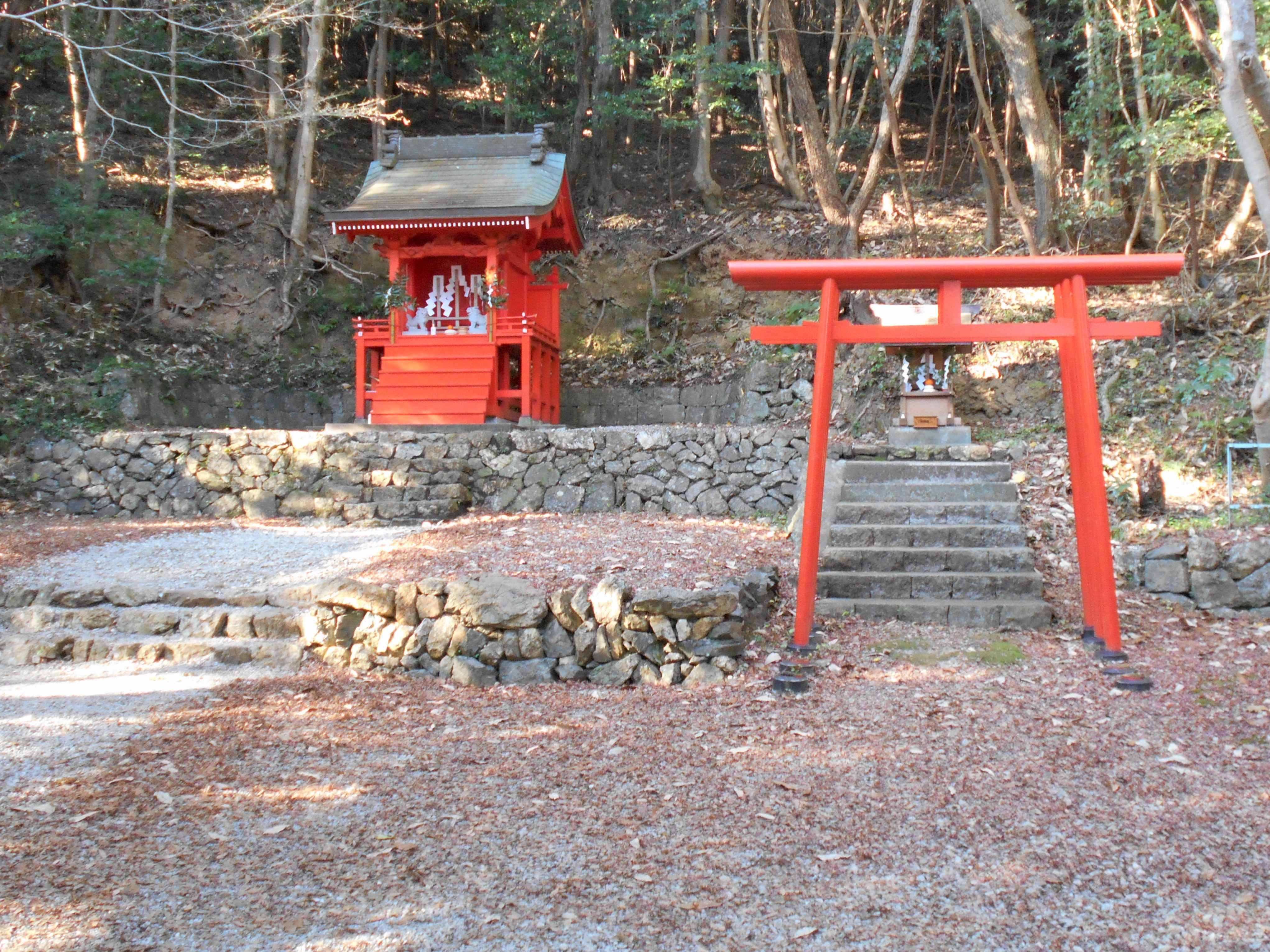
山腹に鎮座する熊野社（左）・稲荷社（右）